# Dipodillus
Dipodillus (Lataste, 1881) è un genere di Roditori della famiglia dei Muridi.

## Descrizione

### Dimensioni
Al genere Dipodillus appartengono roditori di piccole dimensioni, con lunghezza della testa e del corpo tra 69 e 125 mm, la lunghezza della coda tra 57 e 153 mm e un peso fino a 58 g.

### Caratteristiche craniche e dentarie
Il cranio presenta una scatola cranica allargata e un rostro allungato e stretto. Le creste sopra-orbitali sono sviluppate, sebbene in alcune specie del tutto assenti. Gli zigomi sono sottili, mentre le placche zigomatiche sono robuste e spesse. Sono presenti due paia di fori palatali. La bolla timpanica è grande e rigonfia. Un solco longitudinale attraversa ogni incisivo superiore.
Sono caratterizzati dalla seguente formula dentaria:

### Aspetto
La pelliccia è molto soffice. Il corpo è delicato, la testa è grande, il muso è appuntito, gli occhi e le orecchie sono grandi. Le zampe posteriori sono relativamente allungate. L'alluce e il quinto dito del piede sono relativamente lunghi. Sono presenti 5 cuscinetti sul palmo delle mani e nessuno sulla pianta dei piedi, la quale è anche priva di peli. Gli artigli sono ben sviluppati. La coda è più lunga della testa e del corpo ed è densamente ricoperta di peli. Un ciuffo di lunghi peli è sempre presente all'estremità. Le femmine hanno 4 paia di mammelle.

## Distribuzione
Questo genere è diffuso nell'Africa settentrionale e nel Vicino Oriente.

## Tassonomia
Il genere comprende 15 specie:
- Sottogenere Dipodillus - Membrana timpanica dell'orecchio complessa, dovuta alla presenza di un setto ossificato accessorio.
  - Dipodillus maghrebi
  - Dipodillus simoni
  - Dipodillus zakariai
- Sottogenere Petteromys - Membrana timpanica dell'orecchio semplice.
  - Dipodillus amoenus
  - Dipodillus bottai
  - Dipodillus campestris
  - Dipodillus dasyurus
  - Dipodillus harwoodi
  - Dipodillus jamesi
  - Dipodillus juliani
  - Dipodillus lowei
  - Dipodillus mackilligini
  - Dipodillus rupicola
  - Dipodillus somalicus
  - Dipodillus stigmonyx